# Kabinet-Pfuel
Onderstaande tabel geeft een overzicht van het kabinet onder Ernst von Pfuel (21 september 1848 - 1 november 1848) in Pruisen.
| Functie              | Persoon                           | Van               | Tot              |
| -------------------- | --------------------------------- | ----------------- | ---------------- |
| Minister-president   | Ernst von Pfuel                   | 21 september 1848 | 1 november 1848  |
| Buitenlandse Zaken   | August Hermann von Dönhoff (a.i.) | 21 september 1848 | 8 november 1848  |
| Financiën            | Gustav von Bonin                  | 21 september 1848 | 8 november 1848  |
| Onderwijs en Cultuur | Adalbert von Ladenberg            | 3 juli 1848       | 19 december 1850 |
| Handel               | Gustav von Bonin                  | 21 september 1848 | 8 november 1848  |
| Justitie             | Gustav Wilhelm Kisker             | 24 september 1848 | 11 november 1848 |
| Binnenlandse Zaken   | Franz August Eichmann             | 21 september 1848 | 8 november 1848  |
| Oorlog               | Ernst von Pfuel                   | 20 september 1848 | 1 november 1848  |
| Landbouw             | Franz August Eichmann             | 21 september 1848 | 8 november 1848  |

Arnim-Boitzenburg · Camphausen · Auerswald · Pfuel · Brandenburg · Ladenberg · Manteuffel · Hohenzollern-Sigmaringen · Hohenlohe-Ingelfingen · Bismarck I · Roon · Bismarck II · Caprivi · Eulenburg · Hohenlohe-Schillingsfürst · Bülow · Bethmann Hollweg · Michaelis · Hertling · Baden · Hirsch/Ströbel · Hirsch · Braun I · Stegerwald · Braun II · Marx · Braun III